# Avrigny
Avrigny – miejscowość i gmina we Francji, w regionie Hauts-de-France, w departamencie Oise.
Według danych na rok 1990 gminę zamieszkiwały 294 osoby, a gęstość zaludnienia wynosiła 49 osób/km² (wśród 2293 gmin Pikardii Avrigny plasuje się na 706. miejscu pod względem liczby ludności, natomiast pod względem powierzchni na miejscu 784.).